# Brooklyn Nine-Nine
Brooklyn Nine-Nine is een Amerikaanse televisieserie uit 2013. De serie draait om het fictieve 99ste district van de New York City Police Department in Brooklyn, waarbij zijn rechercheurs en de nieuw aangestelde commandant worden gevolgd.
De serie heeft in 2014 twee  Golden Globe Awards gewonnen: een voor beste komedie- of musicalserie en een voor Andy Samberg - beste acteur in een komische serie of musical. Op 7 maart 2014 werd bekendgemaakt dat Brooklyn Nine-Nine verlengd werd voor een tweede seizoen.
In Nederland wordt de serie sinds 24 augustus 2014 uitgezonden door Comedy Central. In Vlaanderen wordt het uitgezonden door Q2, het vroegere 2BE.
Op 10 mei 2018 maakte Fox bekend na vijf seizoenen te stoppen met de serie. De volgende dag werd de serie door NBC opgepikt voor een zesde seizoen, bestaande uit achttien afleveringen.

## Personages
- Jacob "Jake" Peralta (Andy Samberg), een zeer getalenteerde maar kinderachtige rechercheur. Peralta is de grappenmaker van het district, zo haalt hij voortdurend streken uit en maakt grappen ten koste van zijn collega's. Hij doet zelden wat er van hem gevraagd wordt en gaat graag de competitie aan met Amy Santiago, maar ondanks zijn onvolwassenheid heeft Peralta het hoogste arrestatie-percentage van het district. Later in de serie krijgt hij een relatie met Amy Santiago.
- Commandant Raymond "Ray" Holt (Andre Braugher), de nieuwste aanwinst van het 99ste district. Holt staat bekend om zijn robotachtige manier van spreken en zijn gebrek aan uitwendig zichtbare emotie. In 1987 kwam Holt uit de kast, waarna hij de AAGLNYCPA (African-American Gay and Lesbian New York City Policemen's Association)[3] oprichtte. Holt is getrouwd met Kevin Cozner, hoogleraar klassieke talen aan Columbia University.
- Rechercheur/sergeant Amy Santiago (Melissa Fumero). Santiago groeide op met zeven broers, waardoor ze zeer de drang heeft om zichzelf te bewijzen en vooral niet onder wil doen voor de mannelijke rechercheurs. Ze is het tegenovergestelde van Jake Peralta: ze houdt zich strikt aan de regels, kan zich druk maken over alles en houdt er niet van om grappen te maken. Om de stress te verminderen steekt ze weleens een sigaret op. Ook is ze zeer allergisch voor honden. Santiago is constant bezig om zich op te werken bij commandant Holt.
- Sergeant Terence "Terry" Jeffords (Jeffries in de eerste 'pilot'-aflevering) (Terry Crews). Jeffords is de districtleider van de rechercheurs. Een fervent bodybuilder, maar tegelijkertijd ook vader van een tweeling. De angst om zijn twee dochters vaderloos achter te laten zorgde ervoor dat hij overgestapt is naar veilig bureauwerk in plaats van actief veldwerk.
- Assistent Gina Linetti (Chelsea Peretti) (seizoen 1 t/m 6; gastrol in seizoen 7). Hoewel Linetti regelmatig niet al te snugger overkomt, kunnen haar observaties verrassend uit de hoek komen. Ze maakt onderdeel uit van een dansgroep, genaamd "Floorgasm". Ze heeft last van een lichtelijke vorm van narcisme, de neiging om spullen te stelen en lijkt verstrooid, maar is over het algemeen ongevaarlijk tot zeer hinderlijk in omgang. Van kinds af aan is ze vrienden met Jake Peralta, die ervoor gezorgd heeft dat ze een baan bij dit district kreeg.
- Rechercheur Charles Boyle (Joe Lo Truglio). Een zeer onhandige, nerveuze, maar hardwerkende rechercheur. Hij heeft sinds het begin een oogje op rechercheur Diaz. Hij is een foodie, zo houdt hij onder andere een wekelijkse Brooklyn pizza-ranking e-mail in stand en kiest regelmatig voor vreemde buitenlandse gerechten waar zijn collega's van walgen.
- Rechercheur Rosa Diaz (Stephanie Beatriz). Een slimme, mysterieuze en hardnekkige rechercheur. Hoewel Diaz loyaal en hardwerkend is, heeft ze problemen met woedebeheersing en weinig empathie voor haar collega's. Ze is heel vaag over haar persoonlijke leven en houdt dit het liefst geheim.
- Rechercheur Norm Scully (Joel McKinnon Miller). Een luie, lichtjes simpele rechercheur. Hij en zijn beste vriend Michael Hitchcock werken al meer dan dertig jaar bij de politie, waar ze nu aan het uitbollen zijn. Scully staat bekend om zijn vele medische kwaaltjes, waaronder frequente hartaanvallen. Samen met Hitchcock doet Scully niets liever dan de hele dag in zijn stoel blijven zitten en verscheidene lekkernijen te verorberen. Vanaf het tweede seizoen behoort hij tot de vaste cast.
- Rechercheur Michael Hitchcock (Dirk Blocker). Een ietwat perverse en luie rechercheur. Samen met zijn beste vriend Norm Scully is papierwerk zijn favoriete werkje, aangezien hij dan rustig kan blijven zitten en eigenlijk zijn eigen zin kan doen. Hij is nogal pervers van aard: zo probeert hij verschillende jonge meisjes regelmatig te versieren. Vanaf het tweede seizoen behoort hij tot de vaste cast.

## Afleveringen
| Seizoen | Aantal | Originele uitzenddatum               |
| ------- | ------ | ------------------------------------ |
| 1       | 22     | 17 september 2013 – 25 maart 2014    |
| 2       | 23     | 28 september 2014 – 17 mei 2015      |
| 3       | 23     | 27 september 2015 – 19 april 2016    |
| 4       | 22     | 20 september 2016 – 23 mei 2017      |
| 5       | 22     | 26 september 2017 – 20 mei 2018      |
| 6       | 18     | 10 januari 2019 – 16 mei 2019        |
| 7       | 13     | 6 februari 2020 – 23 april 2020      |
| 8       | 10     | 12 augustus 2021 – 16 september 2021 |

## Productie
Op 8 mei 2013 gaf Fox de opdracht voor dertien afleveringen van een single-camera ensemble comedy. Op 18 oktober 2013 werd de serie opgepikt voor een volledig seizoen, bestaande uit tweeëntwintig afleveringen.

## Trivia
- Het politiebureau dat wordt gebruikt in de scèneovergangen bevindt zich op de hoek van 6th avenue and Bergen. Het is het bureau van het 78ste district van de NYPD in Brooklyn.[5]
- Cagney en Lacey, de tweelingdochters van Terry Jeffords, zijn vernoemd naar de hoofdpersonages uit de gelijknamige politieserie.